# Nazionale maschile di pallacanestro della Giordania
La nazionale di pallacanestro della Giordania rappresenta la Giordania nelle manifestazioni internazionali di pallacanestro ed è controllata dalla Federazione cestistica della Giordania.
Nel 2009 si è piazzata terza ai campionati asiatici e l'anno successivo ha partecipato per la prima volta ai mondiali dove pur disputando delle buone prove non è riuscita a vincere nessuna partita.

## Piazzamenti

### Campionati del mondo
- 2010 - 21º
- 2019 - 28º
- 2023 - 32°

### Campionati asiatici
- 1983 - 8º
- 1985 - 9º
- 1987 - 10º
- 1991 - 8º
- 1993 - 9º

- 1995 - 17º
- 1997 - 7º
- 2003 - 10º
- 2005 - 7º
- 2007 - 5º

- 2009 -  3º
- 2011 -  2º
- 2013 - 7º
- 2015 - 9º
- 2017 - 8º

- 2022 - 4º

### Giochi asiatici
- 1986 - 4º
- 2006 - 4º
- 2010 - 7º
- 2014 - 9º
- 2014 - 9º

- 2022 -  2°

## Formazioni

### Campionati del mondo
Campionato mondiale maschile di pallacanestro 20104 al-Najjar, 5 Wright, 6 Abbas, 7 al-Awadi, 8 Hadrab, 9 Soobzokov, 10 Daghles, 11 al-Sous, 12 Zaghab, 13 al-Khas, 14 Hussein, 15 Idais,        All. Mário Palma
Campionato mondiale maschile di pallacanestro 20190 Abdeen, 1 Hawwas, 2 Tucker, 4 Dasuqi, 5 Ibrahim, 7 al-Hamarsheh, 10 Obeid, 12 Abu Wazaneh, 13 Hussein, 15 Abbas, 23 al-Awadi, 44 al-Dwairi,        All. Joey Stiebing
Campionato mondiale maschile di pallacanestro 20231 Abu Hawwas, 5 Ibrahim, 7 al-Hamarsheh, 9 Bzai, 11 Hammouri, 13 Hussein, 15 Abbas, 21 Abbaas, 22 Kanaan, 24 Hollis-Jefferson, 35 Najdawi, 44 Dwairi,        All. Wesam al-Sous

### Campionati asiatici
Campionato asiatico maschile di pallacanestro 20034 Abu Ruqayah, 5 al-Datanl, 6 al-Reqqs, 7 al-Relbeasi, 8 Bushmaq, 9 Abu Baker, 10 al-Khas, 11 en-Sour, 12 Abdeen, 13 Abshir, 14 Bashir, 15 Idais,        All. -
Campionato asiatico maschile di pallacanestro 20054 al-Najjar, 5 Daghles, 6 al-Sous, 7 al-Naser, 8 Beida, 9 Abbas, 10 Abu Quras, 11 Ireifej, 12 al-Awadi, 13 al-Khas, 14 Hadrab, 15 Ma'aytah,        All. Fedrick Oniga
Campionato asiatico maschile di pallacanestro 20074 al-Najjar, 5 Wright, 6 Z. Abbas, 7 al-Awadi, 8 Kamel, 9 Soobzokov, 10 Daghles, 11 al-Sous, 12 Bashir, 13 al-Khas, 14 I. Abbas, 15 Idais,        All. Mário Palma
Campionato asiatico maschile di pallacanestro 20094 al-Najjar, 5 Wright, 6 Z. Abbas, 7 al-Awadi, 8 Hadrab, 9 Soobzokov, 10 Daghles, 11 al-Sous, 12 Ma'aytah, 13 al-Khas, 14 I. Abbas, 15 Idais,        All. Mário Palma
Campionato asiatico maschile di pallacanestro 20114 Hussein, 5 Wright, 6 Zaghab, 7 Abuqoura, 8 Abu Ruqayah, 9 Soobzokov, 10 Daghles, 11 al-Sous, 12 Abdeen, 13 al-Khas, 14 I. Abbas, 15 Z. Abbas,        All. Tab Baldwin
Campionato asiatico maschile di pallacanestro 20134 al-Najjar, 5 al-Dwairi, 6 al-Faraj, 7 al-Hamarsheh, 8 Baxter, 9 Abu Ruqayah, 10 Abu Qoura, 11 al-Sous, 12 Abdeen, 13 Hussein, 14 Hamdan Hadrab, 15 Zaghab,        All. Vaggelīs Alexandrīs
Campionato asiatico maschile di pallacanestro 20151 Abdeen, 4 Kanaan, 6 Legion, 7 al-Hamarsheh, 9 al-Faraj, 10 Daghles, 13 Hussein, 20 Obeid, 21 Abbas, 23 al-Awadi, 33 al-Sous, 41 Zaghab,        All. Rajko Toroman
Campionato asiatico maschile di pallacanestro 20170 Abdeen, 1 Abu Hawwas, 5 Bzai, 7 al-Hamarsheh, 10 Eid, 12 Abu Wazaneh, 13 Hussein, 20 Obeid, 22 Kanaan, 23 al-Awadi, 41 Zaghab,        All. Osama Daghles
Campionato asiatico maschile di pallacanestro 20221 Abu Hawwas, 2 Tucker, 5 Ibrahim, 6 al-Hendi, 7 al-Hamarsheh, 9 Bzai, 12 Abu Wazaneh, 13 Hussein, 15 Abbas, 21 Abbaas, 22 Kanaan, 44 al-Dwairi,        All. Wesam al-Sous
Template:Giordania maschile pallacanestro asiatico 2025

### Giochi asiatici
Pallacanestro ai XVII Giochi asiatici4 al-Najjar, 5 Eid, 6 al-Dwairi, 7 al-Hamarsheh, 8 Hussein, 9 Abu Ruqayah, 11 al-Sous, 12 Abdeen, 13 al-Awadi, 14 Zaghab, 15 Abu Qoura,        All. Rajko Toroman
Pallacanestro ai XIX Giochi asiatici4 Qarmash, 5 Mustafa, 6 al-Hendi, 7 al-Hamarsheh, 9 Bzai, 11 Hammouri, 13 Hussein, 21 Abbaas, 22 Kanaan, 24 Hollis-Jefferson, 32 Bohannon, 44 Dwairi,        All. Wesam al-Sous

## Nazionali giovanili
- Nazionale Under-18
- Nazionale Under-16